# 諏訪市図書館
諏訪市図書館（すわしとしょかん）は、長野県諏訪市にある公共図書館群。諏訪市が管理運営する図書館には、諏訪市図書館と諏訪市立信州風樹文庫がある。

## 諏訪市図書館

### 歴史
諏訪市図書館の前身は、高島学校同窓生の有志による篤志会が、1918年に設立した諏訪図書館である。これが1928年に上諏訪町に移管されて町立図書館となり、さらに1941年に、諏訪市への移行にともなって、諏訪市立の図書館となった。
現在の施設は、1989年に完成した。

### 建物概要
- 所在地 - 長野県諏訪市湖岸通り五丁目12番18号
- 構造 - 鉄骨鉄筋コンクリート構造造、地上2階建て
- 延床面積 - 2583m2

### サービス
平成7年4月1日から、諏訪広域図書館情報ネットワーク「すわズラ〜」を構築し、諏訪地域6市町村（諏訪市図書館、岡谷市（市立岡谷図書館）、茅野市（茅野市図書館）、下諏訪町（下諏訪町立図書館）、富士見町（富士見町図書館）、原村（原村図書館））の資料が相互に利用できるようになった。
館外貸出
図書：10冊まで2週間
AV資料：3点まで2週間
開館時間
火曜日・金曜日：9時30分 - 19時00分
水曜日・木曜日：9時30分 - 18時30分
土・日曜日・祝日：10時00分 - 18時00分
休館日
月曜日（祝日の場合は開館し翌日休館）
年末年始
月末最終平日
蔵書整理期間

### 特色
郷土ゆかりの人物である、平林たい子、藤原咲平、新田次郎のコーナーを設けている。

### 周辺
- 諏訪市文化センター
- 諏訪市公民館
- 諏訪教育博物館[4]
- 上諏訪駅

## 諏訪市立信州風樹文庫

### 建物概要
- 所在地 - 諏訪市中洲3289番地1
- 構造 - 鉄筋コンクリート構造造、平屋建て
- 延床面積 - 613m2

### 特色
岩波書店が出版する図書を、1947年出版分以降、すべて所蔵しており、それ以前の発行分についても収集を行っている。そのほか、三省堂書店の図書も所蔵している。
諏訪市出身の教育者、藤森省吾の蔵書も収蔵。

### 歴史
旧中洲村（現諏訪市）出身で、岩波書店の創業者である岩波茂雄の遺志をもとに、1947年に図書201冊の寄贈を受けて、中洲小学校内に信州風樹文庫が設立された。1950年に独立した図書館が建設され、1975年に改築、さらに1993年に、現在の地に新築・移転した。移転当日には児童とPTAらが新旧建物間に整列し、図書を1冊ずつ手渡しで運んだ。
茅野市出身の日本画家、岩波昭彦筆「岩波茂雄先生像」収蔵。